# Фабіан Басуальдо
Фабіан Басуальдо (ісп. Fabián Basualdo, нар. 26 лютого 1964, Росаріо) — аргентинський футболіст, що грав на позиції захисника.
Виступав, зокрема, за клуби «Ньюеллс Олд Бойз» та «Рівер Плейт», а також національну збірну Аргентини.
Чотириразовий чемпіон Аргентини. У складі збірної — дворазовий володар Кубка Америки. володар Кубка Конфедерацій. 

## Клубна кар'єра
У дорослому футболі дебютував 1982 року виступами за команду клубу «Ньюеллс Олд Бойз», в якій провів шість сезонів, взявши участь у 197 матчах чемпіонату.  Більшість часу, проведеного у складі «Ньюеллс Олд Бойз», був основним гравцем захисту команди. За цей час виборов титул чемпіона Аргентини.
Своєю грою за цю команду привернув увагу представників тренерського штабу клубу «Рівер Плейт», до складу якого приєднався 1988 року. Відіграв за команду з Буенос-Айреса наступні п'ять сезонів своєї ігрової кар'єри. Граючи у складі «Рівер Плейта» також здебільшого виходив на поле в основному складі команди. За цей час додав до переліку своїх трофеїв ще три титули чемпіона Аргентини.
З 1993 по 1996 рік знову грав за «Ньюеллс Олд Бойз», довівши лік своїх матчів за цю команду в чемпіонатах Аргентини до 300. Згодом по одному сезону провів у «Годой-Крус» та «Альміранте Браун».
Завершив професійну ігрову кар'єру у клубі «Платенсе» (Вісенте-Лопес), за команду якого виступав протягом 1999—2000 років.

## Виступи за збірну
1991 року дебютував в офіційних матчах у складі національної збірної Аргентини. Протягом кар'єри у національній команді, яка тривала 4 роки, провів у формі головної команди країни 29 матчів.
У складі збірної був учасником розіграшу Кубка Америки 1991 року у Чилі, здобувши того року титул континентального чемпіона, розіграшу Кубка конфедерацій 1992 року у Саудівській Аравії, здобувши того року титул переможця турніру, розіграшу Кубка Америки 1993 року в Еквадорі, де аргентинці знову стали найсильнішою командою континенту.

## Титули і досягнення
- Чемпіон Аргентини (4):

«Ньюеллс Олд Бойз»:  1987-1988
«Рівер Плейт»:  1989-1990, Апертура 1991, Апертура 1993
- Бронзовий призер Панамериканських ігор: 1987
- Володар Кубка Америки (2): 1991, 1993
- Володар Кубка Конфедерацій (1): 1992